# GBU-27鋪路三式激光制導炸彈
GBU-27「鋪路三式」激光制導炸彈（英語：GBU-27 Paveway III，以下簡稱：GBU-27）是一款具備碉堡剋星能力的激光制導炸彈，為原GBU-24「鋪路三式」（制導套件安裝在BLU-109硬化穿透炸弹彈體的彈頭頭以上的版本）經過重新設計，配備了WGU-25/B、WGU-25A/B或WGU-39/B導引頭和BSU-88B彈尾，使得其跨度比其他宝石路激光制导炸弹都要小，然後由F-117A“夜鷹”隱形對地攻击机所搭載的版本。GBU-27的主要用途是從安全距離摧毀堅固的地面目標（如掩體、碉堡、地下指揮所）。第一次海湾战争期間，由於其強大的破壞力和爆炸半徑，在伊拉克上空飛行的飛行員將其暱稱為“鐵鎚”。

## 戰鬥歷史
GBU-27被用於“沙漠風暴”行動。1991年2月13日，該炸彈被用作對阿米里亞防空洞轰炸時所用的彈藥，導致400多名伊拉克平民喪生。1991年2月，它也被用於針對穆薩納國營企業所在地的一系列空襲。
在2003年入侵伊拉克期間，美国空军向伊拉克目標投放了98枚EGBU-27。
GBU-27的首次向國外銷售是在2004年9月，以色列獲准購入500套配備BLU-109硬化穿透炸弹的該炸彈。（2006年，阿萊士和龍）儘管以色列並未指定確切的彈藥，但因應以色列的要求，在2006年7月加快了這款精確制導武器的交付。以色列國防軍官員表示，在2006年以黎衝突當中，其他精確制導彈藥亦被用以打擊真主党的設施。然而，據以色列軍事消息來源稱，GBU-27的碉堡剋星技術可能用以直接針對伊朗或（可能包括）敘利亞。
截至2011年，英國皇家空軍還訂購了GBU-27，用於利比亚。

## 使用國
- 以色列
- 英国
- 美国

## 資料來源
1. ↑  .   [2019-07-28]. （原始内容存档于2019-03-28）.
2. ↑  Don, Holloway. . Aviation History (Harrisburg, Pennsylvania: Cowles Magazines). March 1996. ISSN 1076-8858.
3. ↑  William Winkenwerder, Jr., MD, Special Assistant to the Under Secretary of Defense, "The Gulf War Air Campaign - Possible Chemical Warfare Agent Release at Al Muthanna, February 8, 1991 （页面存档备份，存于）", November 15, 2001.
4. ↑  . Defense Daily. 8 July 2003  [8 August 2015]. （原始内容存档于2015-09-24） –遠光燈研究（英语：HighBeam Research）.
5. ↑  .   [2019-07-28]. （原始内容存档于2018-06-15）.
6. ↑  .   [July 28, 2019]. （原始内容存档于2019-12-25）.
7. ↑  www.bbc.co.uk/news/uk-politics-13589783 （页面存档备份，存于）.

## 外部連結
- （英文）—FAS（页面存档备份，存于）

- （英文）—Raytheon (Texas Instruments) Paveway III - Designation Systems（页面存档备份，存于）